# エウフラシウス聖堂
エウフラシウス聖堂 （クロアチア語:Eufrazijeva bazilika、イタリア語: Basilica Eufrasiana）は、クロアチア、ポレッチにあるカトリック教会の聖堂（バシリカ）。聖堂から離れた祭器保管所、洗礼室、近接した大司教邸宅の鐘楼などを含む監督司教の複合施設で、この地域における初期ビザンティン美術の秀例の一つである。その希な価値から、1997年にUNESCO世界遺産に登録された（ID809）。

## 歴史
初期の聖堂は、パレンティウムの聖マウルス（Saint Maurus of Parentium）に捧げられたもので、4世紀半ばに遡る。礼拝堂から続く床のモザイクは、元々広大なローマ時代の邸宅の一部であったもので、現在もこの邸宅は教会庭園の中に保存されている。この礼拝堂（oratorium）は既に4世紀中に拡張されて、本堂と側廊（basilicae geminae）からなる教会の中にある。床にある魚のモザイク（魚はキリストの象徴である）はこの時代からのものである。ローマ皇帝ウァレンスの肖像が刻まれた硬貨が複数同じ場所で見つかっていることから、これらの日付が確定された。
現在の聖堂は、聖母マリアに称号を与えたもので、エウフラシウス司教時代の6世紀に建設された。破損してしまっていた旧聖堂のあった場所に、553年から建てられた。建設のために、かつての教会の一部が用いられ、切り出された大理石がマルマラ海の沿岸から輸入された。壁のモザイクはビザンツ人の親方によって製作され、床のモザイクは地元の職人によって製作された。完成には10年ほどを要した。
自らの手で教会を所有していたエウフラシウスは、後陣上のモザイクの一つを描き、次に聖マウルスを描いた。

## 概要
聖堂は6世紀の8角形の洗礼堂、近接した16世紀の鐘楼、柱廊で囲まれた中庭（平板の墓石と考古学上の中世の発見物を含む）、監督司教の6世紀の邸宅、奉納礼拝堂からなる複合物の一部である。
2つの側廊は、18ある優雅なギリシャの大理石製列柱（ビザンティン様式とロマネスク様式の柱頭が豊かに彫刻され、動物を描いた装飾で飾られている）によって身廊から区切られている。列柱には全て聖エウフラシウスのモノグラムが含まれている。柱頭の間のアーチは化粧漆喰（Stucco）で装飾されている。
教会の家屋も貴重な聖なる対象で、古キリスト教、ビザンツ、中世からの異なる美術作品からなる。奉納礼拝堂は祭器保管所の隣にあり、聖マウルスと聖エレウテリウスの聖遺物を所有している。

## モザイク

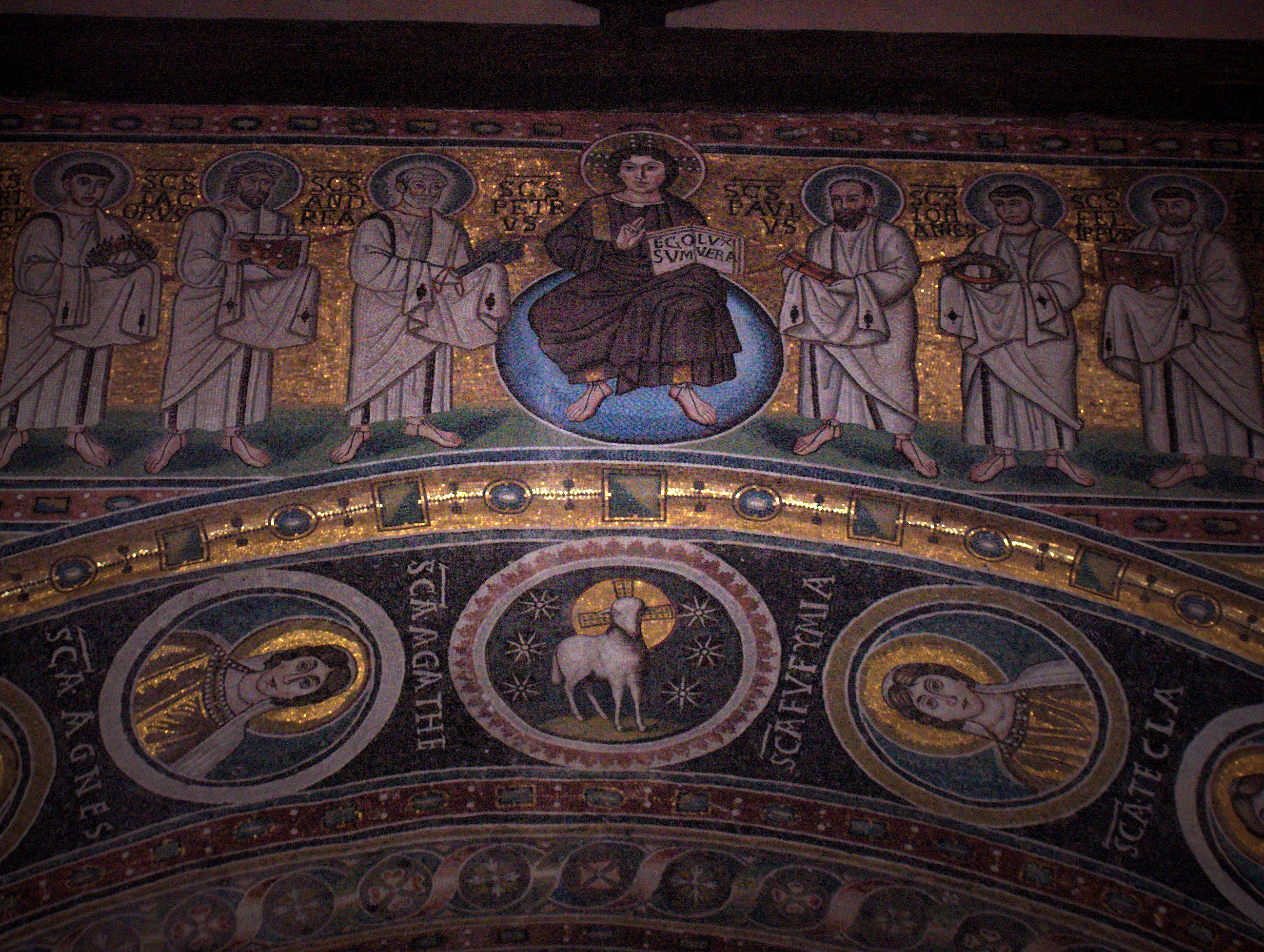
キリストと12使徒のモザイク

最も目をひく聖堂の呼び物はそのモザイクで、6世紀からのものである。世界でも優れたビザンティン芸術の一つだとされている。 
後陣上部の凱旋アーチにあるモザイクは、キリストを表している。キリストは、Ego sum Lux vera（私は真の光である）という文の書かれた開いた本を手にしている。キリストに伴われる使徒たちは、誰もが付属物をもち、上部のアーチにはモザイクで描かれたメダル（神の羊、Agnus Deiと12人の女性殉教者たちの肖像を刻んだもの）が含まれる。後陣上部のヴォールト（ドーム型丸屋根）は、聖母子のモザイクで装飾されている。聖母子は天上の王座に座り、父なる神の象徴たる手の下にいる。これは、初期キリスト教の西方教会において唯一現存している聖母子の描写である。聖母は天使たち、教会の模型を持つエウフラシウス司教に両側を囲まれている。また地元の聖人たち、初代イストリア司教座・初代ポレッチ司教である聖マウルス、助祭長クラウディウスが描かれている。エウフラシウスとクラウディウスの間にいる子どもは、『助祭長の息子、エウフラシウス』(EVFRASIVS FIL ARC)という説明書きがある。背景の草地に立つ全ての肖像は、花で覆われている。

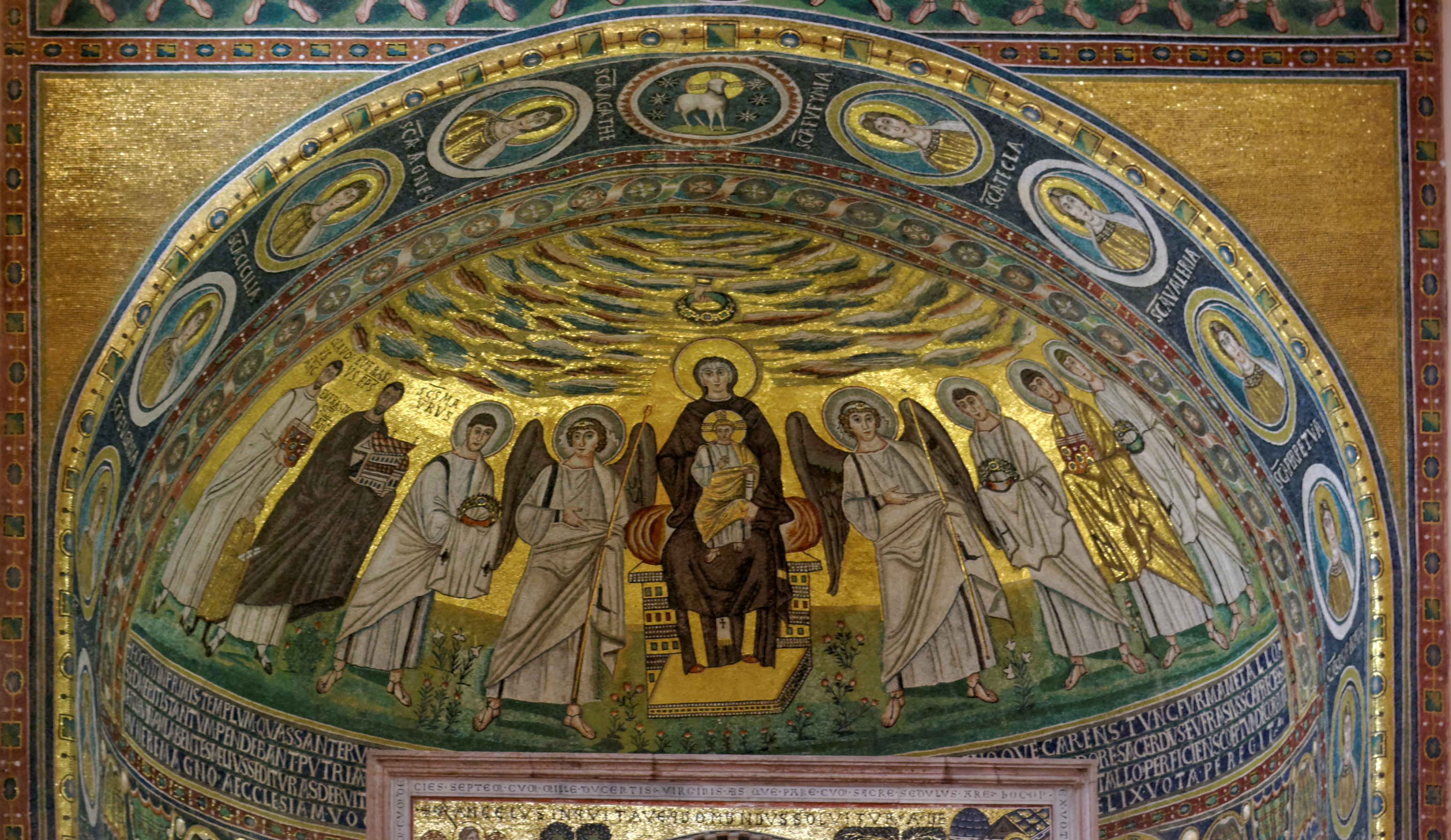
聖母子のモザイク

後陣の窓の両側にあるモザイクは、受胎告知（左側）と、聖母マリアの訪問（右側）を描いている。受胎告知のモザイク画では、天使が告知を暗示するように右手を上げ、左手は告知者（メッセンジャー）としてのシンボルである杖を持っている。マリアは紫がかった青い服を着て、ヴェールを被っている。彼女は左手に紡ぎ糸を持つ。他方のモザイク画は、聖母マリアが聖エリザベタ（洗礼者ヨハネの母）を訪問する図が描かれている。どちらも、飾りひものたくさんついたケープをまとい、同時代の聖職の正服を着ている。小さな女性像が家のカーテンの影から見える。3つの小さなメダルは、洗礼者ヨハネ、ゼカリヤ、天使を描写している。これら大きなモザイク画、『受胎告知』、『聖母マリアの訪問』の間にあるモザイク画は、光輪をいだく若いキリスト、殉教者の冠を被った2人の殉教者を描いたより小さなモザイクである。北側後陣には、双子の殉教者聖コスマスと聖ダミアヌス（Saints Cosmas and Damian）、そして南側後陣には聖ウルスス（または別のラヴェンナ司教）、セヴェルスのモザイクがある。

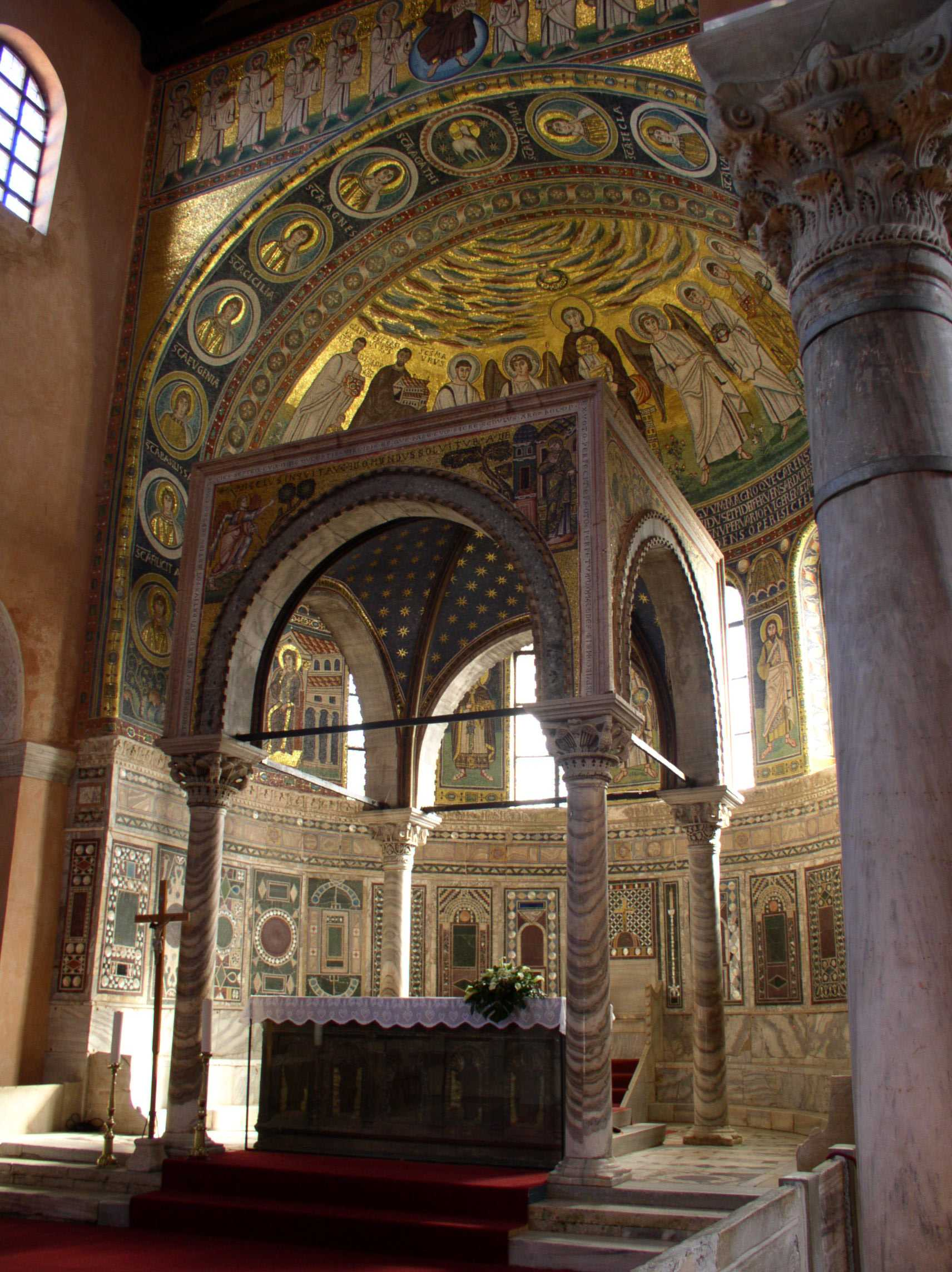
天蓋

後陣の正面壁は、エウフラシウスと彼の業績への賞賛で埋め尽くされた狭い装飾帯模様で縁取られている。後陣の低い部分は、青貝を化粧張りした平たい石版で装飾されている。これらの一部は初期の羽目板材からもたらされた。正面壁は11の異なる装飾からなる21の壁地からなる。中央部には司教の冠がたち、燭台が両側に並ぶ。

## 天蓋
後陣は大理石製の天蓋がその空間を占めている。天蓋は1277年にポレッチ司教オットーの命で建てられた。モザイクで飾られた天蓋のひさしは、以前にあった6世紀の天蓋に用いられていた4本の大理石製支柱で支えられている。天蓋のひさしの正面は、受胎告知の図が描かれている。15世紀、司教ヨハン・ポレカニン（Johann Porečanin）はイタリアの工房に依頼して、銀張りされた祭壇のアンテペンディウム（前飾り）のためルネサンス様式の浮き彫りをつくらせた。ヴェネツィア画家アントニオ・ヴィヴァリーニの多翼祭壇画は、同じ時代からあるものである。パルマ・イル・ジョヴァーネ作『最後の晩餐』は、バロック時代の作品である。 

## 観光
冬季など観光オフシーズンには無料で聖堂見学が可能だが、夏季のピークシーズンでは３～５ユーロの入場料が課される。聖堂内は写真撮影も可能。
毎年７月から８月にはポレッチ音楽祭が催され、エウフラシウス聖堂でもコンサートが開かれることがある。日本人では伊藤玲阿奈が聖堂で演奏している。

## 世界遺産登録基準
この世界遺産は世界遺産登録基準のうち、以下の条件を満たし、登録された（以下の基準は世界遺産センター公表の登録基準からの翻訳、引用である）。
- (2) ある期間を通じてまたはある文化圏において、建築、技術、記念碑的芸術、都市計画、景観デザインの発展に関し、人類の価値の重要な交流を示すもの。
- (3) 現存するまたは消滅した文化的伝統または文明の、唯一のまたは少なくとも稀な証拠。
- (4) 人類の歴史上重要な時代を例証する建築様式、建築物群、技術の集積または景観の優れた例。

## 参照
- Poreč - Euphrasius Basilika (in German) - leaflet on sale in the basilica.